# Censura (psicoanalisi)
Nella psicoanalisi la censura, o altrimenti censura onirica, è quella funzione psichica che impedisce ai desideri inconsci l'accesso diretto alla coscienza.  La censura onirica rappresenta il versante notturno della rimozione, che così costringe il sogno a camuffarsi e ad utilizzare strategie di travestimento.  Durante il sonno la rimozione è attenuata, e ciò favorisce il cosiddetto ritorno del rimosso. Le tendenze psichiche attive nel sogno sono principalmente: drammatizzazione, spostamento, condensazione, dispersione, simbolizzazione ed elaborazione.